# جايسون تايلور (لاعب دوري الرغبي)
جايسون تايلور (بالإنجليزية: Jason Taylor)‏ هو لاعب دوري الرغبي أسترالي، ولد في 2 فبراير 1971 في سيدني في أستراليا.